# Golfo di Calvi
Il golfo di Calvi (in corso golfu di Calvi) è un golfo del Mediterraneo situato lungo la costa nordoccidentale della Corsica.

## Descrizione
Di forma ovoidale, il golfo è racchiuso tra la cittadella di Calvi e Punta Caldanu o, secondo altre versioni, tra la Punta della Revellata e la Punta di Spanu. Le sue coste ricadono nei comuni di Calvi e di Lumio.
I fiumi Figarella e Seccu raggiungono il mare presso il golfo.

## Galleria d'immagini

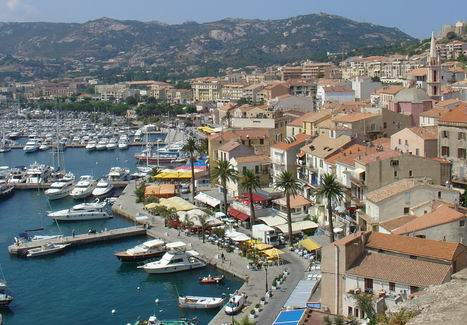
Il porto di Calvi
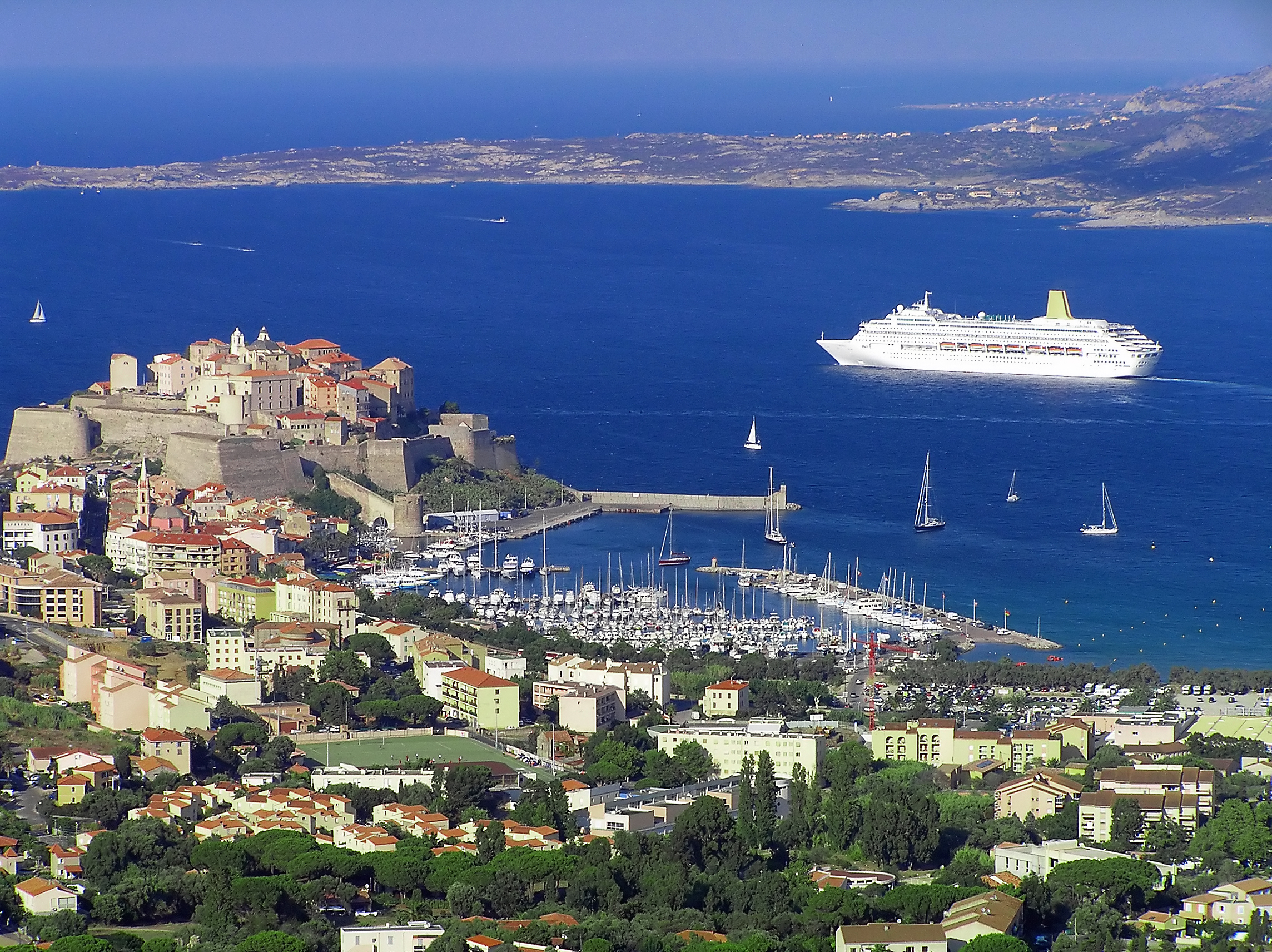
La cittadella e Punta Spanu sullo sfondo
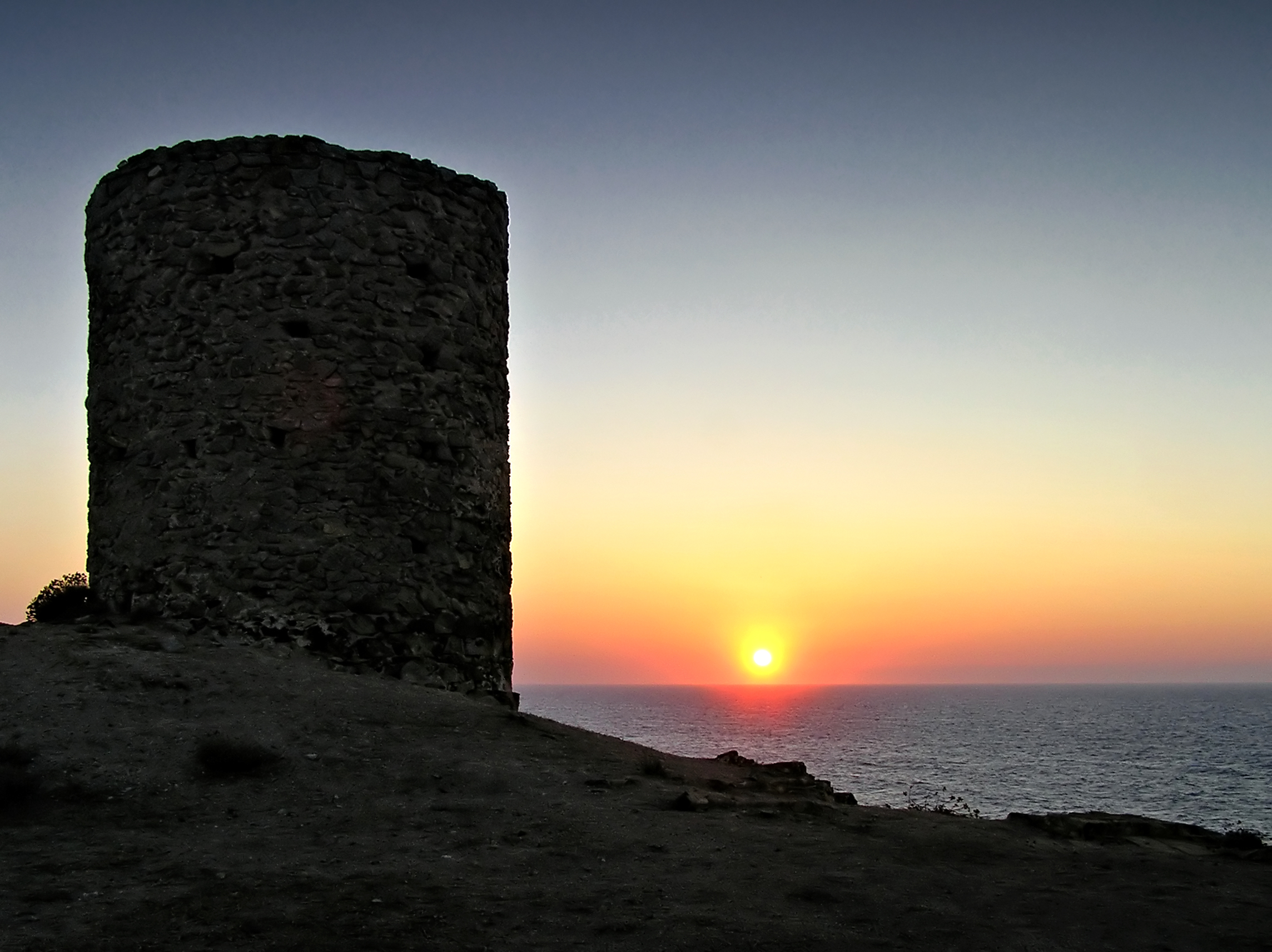
La torre di Spanu